# 신자체

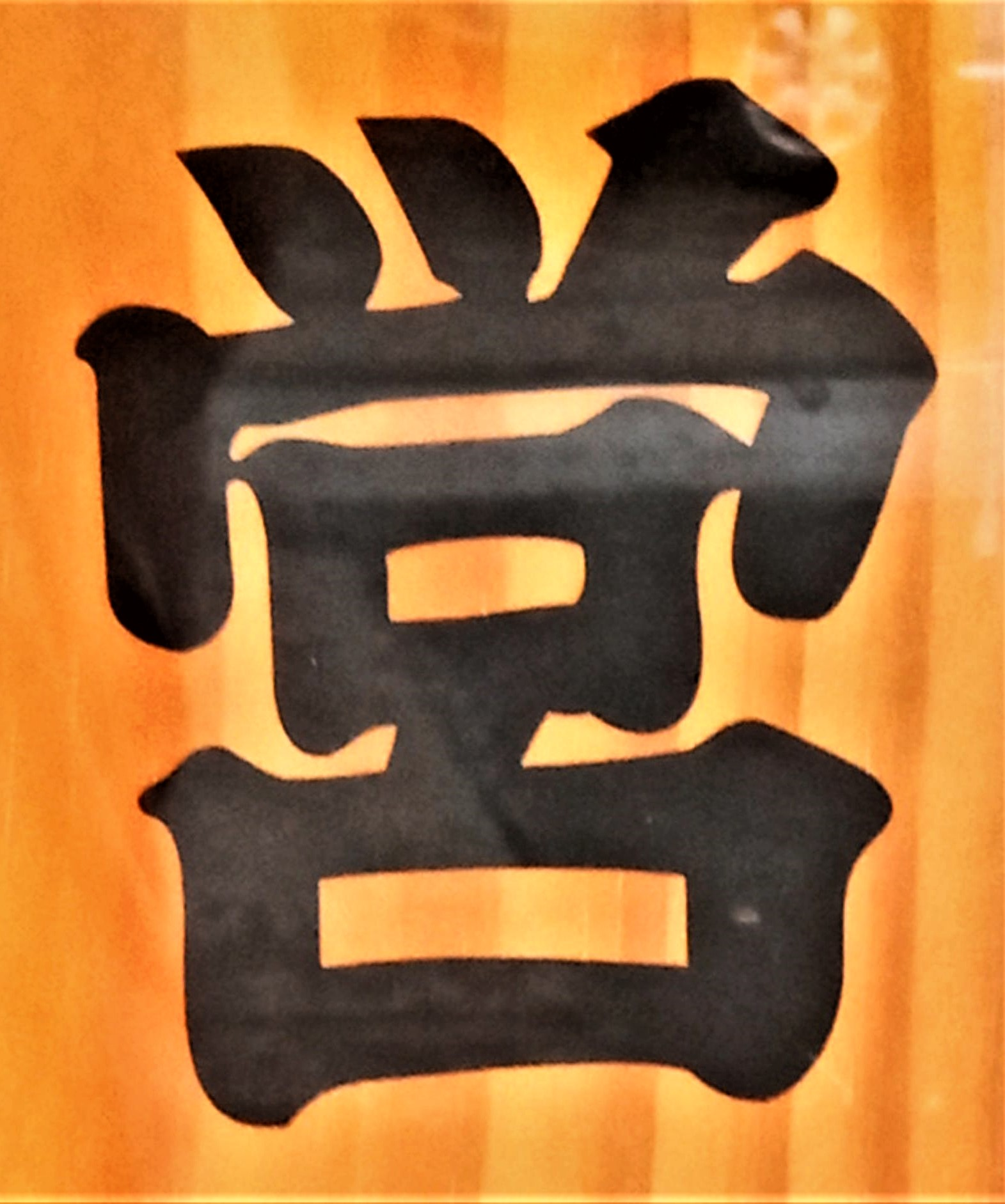

신자체(新字體, 일본어: 新字体 신지타이[*])란, 일본의 당용한자(1946년) 제정 이후, 현재까지 일본에서 사용되고 있는 한자 자형을 말한다. 신자체는 본래 1949년의 《당용한자자체표》에 게시된 표준 자체에 대한 호칭이며, 인쇄 자체와 필사 자체를 가능한 한 일치시키는 것을 목표로 하며, 활자의 기본이 되는 모양으로 나타나 있었다. 한편, 《상용한자표》에는 주로 인쇄 문자 면에서 검토되어, 명조체 활자의 일종을 사용하여 자체열을 나타내고, 이것을 ‘현대의 통용자체’라 부른다.
획수가 많은 복잡한 구자체 중에서, 방(旁) 부분을 음이 같고 획수가 적은 문자로 바꾸거나 복잡한 부분을 간단화한 기호로 바꾸는 등의 수법으로, 전체 획수를 줄여서 간략화시킨 것을 가리킨다.
실제로는, 1950년대 이후에 바뀌어 있었다.

## 간략화의 예
- 國 → 国
- 學 → 学
- 擧 → 挙
- 臺 → 台
- 與 → 与
- 遙 → 遥
- 鐵 → 鉄
- 關 → 関
- 體 → 体

이들 자체는 전후의 문자 개혁으로 인해 탄생한 것이지만, 새롭게 고안된 것이 아닌 전쟁 전부터 널리 보급되어 있던 약자이다. 한자는 자형이 번잡하기 때문에 필기시에는 많은 약자가 통용되었지만, 그것을 정식 글자로 승격시킨 것이다. 본래는 당용한자(현재의 상용한자)로 제정된 한자만이 적용되어, 표외자(상용한자가 아닌 한자)는 지금도 구자체가 정식이다. 예를 들면, ‘擧’이라는 글자는 ‘挙’으로 간략화되지만, ‘欅’는 같은 ‘擧’ 부분을 포함하고 있음에도 불구하고 상용한자 밖이기 때문에 간략화되지 않는다. 단, JIS X 0208에서는 표외자도 넓게 상용한자에 따라 간략화되어서, ‘﨔’이라는 자체도 있다. 또한 아사히 신문에서는 표외자의 간략화도 철저하여, ‘痙攣’(경련) 등도 ‘痉挛’를 사용하고 있다.
간략화하는 방법은 여러 가지가 있다.

### 음 부분을 교환
신자체를 만드는 가장 대표적인 방법으로, 이 방법을 사용한 문자들은 대부분 형성문자(形声文字)로서 뜻 부분과 음 부분이 있다. '형성문자'라는 개념에 대해 이를테면 靑, 淸, 晴, 静, 精, 蜻, 청睛의 경우는 서로 부수가 달라서 뜻도 모두 다르지만 이들 발음은 ‘일본어: せい 세이[*]’로 모두 같다. 이것은 이들 한자의 음 부분이 ‘靑’이기 때문이며, ‘淸’의 경우 삼수변 氵이 의미를, ‘靑’이 음을 나타낸다고 볼 수 있다.
이 방식은, 번잡한 음 부분을 가진 한자를 같은 음이 같거나 비슷한 다른 한자로 바꾸어 버리는 것이다. 예를 들면  ‘한국 한자: 囲’는 본래 ‘圍’라는 서체였지만 ‘韋’도 ‘井’도 똑같이 ‘い 이[*]’라고 읽기 때문에 간단한 井로 변경되었다. 竊 → 窃, 廳 → 庁, 擔 → 担, 證 → 証 등도 이 방식이다.
또한, 정식 문자는 아니지만 ‘魔’나 ‘摩’를 ‘广+マ’, ‘慶’를 ‘广+K’, ‘藤’를 艹+卜, ‘機’를 ‘木キ’로 쓰는 사람이 있지만, 이들 모두는 이 방법을 응용한 약자라고 한다.

### 초서를 해서화
한자의 초서를 정갈하게 하여 신자체로 삼은 것이다. 예시로
- 圖 → 図
- 觀 → 観
- 示 → 礻
- 晝 → 昼

가 있다.
‘門’의 약자 ‘门’도 초서에서 기원한 것이다. 활자로 사용되는 일은 극히 적다.

### 자체를 통일
2가지 이상의 자체가 사용되고 있는 한자의 경우 간단한 쪽으로 통일한 글자이다. ‘島’에 대해 ‘嶋’, ‘嶌’ 같은 서체도 사용되지만 가장 간단한 ‘島’로 통일했다. 또한 ‘道’ 등의 책받침(辶)은 활자에서는 점이 두 개, 필기에서는 한 개로 쓰이고 있었기 때문에, 점 하나로 통일했다. 青은 月 부분이 활자에서는 円, 필기에서는 月로 쓰이고 있었기 때문에 月로 통일했다. 半, 尊, 平 등은 丷 부분이 활자에서는 거꾸로인 ‘八’이 되어 있었지만 ‘丷’로 통일했다. ‘梅’, ‘每’, ‘海’등의 ‘母’는 ‘毋’로 통일했다. ‘選’, ‘包’, ‘抱’등의 ‘巳’는 ‘己’로 통일했다.

### 일부분 삭제
한자의 일부를 삭제해 버리는 것이다.  ‘応’은 ‘應’으로 썼지만 ‘倠’를 삭제, ‘芸’는 ‘藝’이지만 중간에 있는 ‘埶’ 부분을 삭제, ‘県’은 ‘縣’에서 ‘系’를 삭제, ‘糸’는 ‘絲’인 것을 하나로 하고, ‘虫’는 ‘蟲’를 하나로 했다.

### 획수의 증가
신자체화된 한자 중에는 오히려 획이 늘어난 것이 있다. ‘歩’가 그러하며, 구자체는 ‘步’이었다. 이 때문에 ‘頻’ 나 ‘涉’ 등의 글자도 전부 ‘頻’, ‘渉’ 등으로 1획씩 늘었다. ‘卑’나 ‘免’, ‘致’, ‘雅’, ‘緯’ 등도 늘어났다.

### 기존 글자와 충돌
주로 위처럼 간략화되었지만, 일부 글자는 간략화한 글자가 이미 있는 다른 글자와 겹쳐 버리는 일도 있다. 여기서는 대표적인 것을 소개한다.

#### 藝와芸
‘藝’는 신자체 채용에 따라 ‘芸’가 되었지만, 이와 일치하는 ‘芸’이라는 글자가 존재하였다. 그 때문에 이 한자는 의미와 음이 다르지만 형태가 일치하고 말았다. 많은 경우, 芸는 거의 쓰이지 않는 사자(死字)로 문제는 없지만, 나라 시대 말기에 이소노카미노 야카쓰쿠가 설립한 공개 도서관인 ‘芸亭’의 표기 문제가 있다. 일본사나 도서관학 등의 자료에서는 芸亭의 芸의 초두 ‘艹’를 4획 초두 ‘⺿(++와 유사한 모양)’로 처리해 구별하는 경우가 많다. 단, 이것은 한자 본래의 구별이 아니고, 芸(예)와 芸(운)의 자형은 본래 완전히 같기 때문에 구별되지 않는다.

#### 豫와 予, 餘와 余
'豫定'이나 '豫告' 등에 쓰이는 豫(미리 예/펼 서)는 '予', '餘剰', '餘分'의 餘(남을 여)는 '余'로 각각 간략화되었지만, '予'는 '나 여/줄 여', '余'는 '나 여'로 이미 있는 글자이다.

#### 蟲과虫
《무시시》 등의 괴기계 만화에서는 蟲가 자주 쓰이며, 虫은 보통의 벌레, 蟲은 무서운 벌레, 그로테스크한 벌레를 나타낸다고 착각하는 사람도 있지만, 본래 전자는 파충류를 후자는 곤충 등의 작은 벌레를 나타냈다. 원래 蟲과 虫는 별개의 글자였던 것을 蟲의 약자로 虫를 사용했기 때문에, 虫은 본래의 의미와 蟲의 의미를 모두 가지게 되었다.

#### 豐과 豊
豐에는 '풍족함'이라는 뜻이 있고, 음독은 ホウ 호[*]이다. 형성자로, '丰'이 음 부분이다.(그래서 중국에서는 丰을 豐의 간체자로 쓴다) '豊'은 禮의 오른쪽 부분으로 '예의'라는 의미가 있고, 음독은 レイ 레이[*]이다. 豐이 豊으로 바뀌면서 충돌이 일어나, 음독이 レイ이냐 아니냐에 따라서 구별한다(밑에서 나오는 '體'의 음독인 タイ 다이[*]의 음도 豊의 발음에서 나온 것이다.). 하지만 豊이 거의 사용되지 않았기 때문에 큰 문제는 일어나지 않았다. 덧붙여 '艶'의 구자체의 왼쪽 부분은 豐이지만, 음독은 エン 엔[*]이다(艶은 순수한 회의문자로, エン이라는 음독은 豐에서 온 것이 아니다.).

#### 缺과 欠
缺(빠질 결)의 약자로 欠을 쓰지만, 이는 본디 '하품 흠'으로, 缺과는 별개의 글자이다. 일본의 중고품 상점 등에서 부속품이 부족한 물건에 '欠品'이라 표시하는데, 한국어권에서는 이를 그대로 한국어로 읽은 '흠품'을 사용하기도 한다.

#### 體와 体
體는 부수가 骨이고, 음독은 タイ 다이[*]이며, '몸'이라는 뜻이다. 体는 부수가 亻이고, 음독은 ホン 혼[*]이며, '엉성한, 허술한'이라는 뜻이다. 體와 体는 완전히 다른 문자이지만, 体가 옛날부터 體의 약자로도 혼용되었기 때문에 體의 신자체로 채용했으며, 중국에서도 간체자로 쓰인다. 덧붙여, 体를 원래 음인 ホン으로 읽는 경우로는 숙어 '体夫'가 있고, 'ホンプ 혼푸[*]'라고 읽으며, 상여꾼이라는 뜻이다.

#### 亙과 亘
亙은 음독이 コウ 코[*]이고, '건너다'라는 뜻이다. 亘은 음독이 セン 센[*]이고, '늘이다'라는 뜻이다. 그러나 해서에서는 옛날부터 亙을 쓰기 쉬운 亘으로 대체하였기 때문에 현재는 서로 이체자 관계에 놓여 있다. 덧붙여, 이들은 상용한자는 아니다.

## 같이 보기
- 국자표준자체
- 일본어의 한자
- 약자
- 정체자
- 구자체
- 간화자